# Vítor Constâncio
Vítor Constâncio (Lisbona, 12 ottobre 1943) è un economista e politico portoghese.

## Biografia
Si è laureato alla Università Tecnica di Lisbona in economia.
Constâncio è stato segretario di Stato per la Pianificazione nel primo e secondo governo provvisorio del Portogallo dal 1974 al 1975, e segretario di Stato per il Bilancio e la Pianificazione nel 1976 nel IV governo provvisorio. Divenne poi ministro delle finanze dal gennaio all'agosto 1978 nel II governo costituzionale del Portogallo, ed è quindi fino ad ora il più giovane ministro delle finanze portoghese dai tempi della rivoluzione.
È stato segretario generale del Partito Socialista Portoghese dal 1986 al 1989. Il suo successore come segretario è stato Jorge Sampaio.
È stato governatore della Banca del Portogallo dal 2000 al 2010, quando dal 1º giugno dello stesso anno è stato eletto alla carica di vicepresidente dalla Banca centrale europea.